# What If Leaving Is a Loving Thing
What If Leaving Is a Loving Thing är det fjärde studioalbumet av den svenska rockgruppen Sahara Hotnights, utgivet den 18 april 2007 på egna bolaget Stand By Your Band. Det spelades in vid Atlantis Studio och Decibel Studios i Stockholm under produktion av Björn Yttling. Albumet nådde som bäst andra plats på Sverigetopplistan, deras högsta placering till dags dato som tidigare även hade uppnåtts i samband med Jennie Bomb (2001).
De två första singlarna från albumet, "Cheek to Cheek" och "Visit to Vienna", tog sig båda in på singellistan och blev två måttliga rockhits i Sverige.

## Mottagande

### Kritisk respons
What If Leaving Is a Loving Thing fick ett övervägande positivt mottagande från kritiker. En del av dem ansåg att gruppens sound hade mjuknat och blivit poppigare. Markus Larsson på Aftonbladet noterade en förändring i Maria Anderssons sångröst, "Hon låter inte längre som en ung blandning av Patti Smith och en megafon. Hon behöver inte skrika för att höras. Det räcker med att sjunga." Stefan Malmqvist på Svenska Dagbladet menade att "[...] Sahara Hotnights [har] utvecklats som band. De tidiga skivornas garagerockiga attack hade börjat skalas av redan på Kiss & Tell. Nu är den sidan helt borta. Den powerpop de började odla på just Kiss & Tell hör man mer av." På webbplatsen Muzic.se fick albumet ett lägre betyg (2 av 5) där skribenten Edward Adolfsson kommenterade, "Den annars så vidsinta och råpunkiga Maria Andersson låter lite väl tam vid micken och ibland hörs det lite dålig vad hon artikulerar. Gitarrerna är nedtonade och en löjligt överdriven saxofon solar loss i flera låtar."
På webbplatsen Allmusic fick albumet betyget 3,5 av 5. Skribenten Celeste Rhoads kommenterade, "The fast-paced, riff-driven songs of Jennie Bomb and Kiss & Tell have evolved into a sound appropriate for fans who have matured along with the band. In fact, Sahara Hotnights have accomplished a rare feat on this album: they've grown up without losing their hook."
I ovan nämnda recensioner har soundet på albumet jämförts med artister som Tom Petty, Bruce Springsteen, Rod Stewart och Heart.

### Kommersiell prestation
What If Leaving Is a Loving Thing gick in som tvåa på Sverigetopplistan den 26 april 2007 och låg kvar på listan i 50 veckor totalt men nådde aldrig någon högre placering. Denna albumplacering är gruppens bästa sedan Jennie Bomb (2001), som också hade uppnått andra plats. I Sverige sålde albumet guld den 7 augusti 2007 samt platina den 24 februari 2009.

## Låtlista
Låtarna är skrivna av Maria Andersson och komponerade av Maria Andersson och Josephine Forsman.
1. "Visit to Vienna" – 3:53
2. "The Loneliest City of All" – 3:43
3. "Salty Lips" – 3:25
4. "Neon Lights" – 3:55
5. "No for an Answer" – 4:41
6. "Cheek to Cheek" – 3:17
7. "Getting Away with Murder" – 4:21
8. "Puppy" – 3:13
9. "Static" – 4:14
10. "If Anyone Matters It's You" – 2:48

## Medverkande
Sahara Hotnights
- Maria Andersson – sång, gitarr
- Jennie Asplund – gitarr
- Johanna Asplund – bas
- Josephine Forsman – trummor

Övriga musiker
- Nils Berg – saxofon (6, 7)
- John Eriksson – slagverk (1-6, 8, 10)
- Thomas Tjärnkvist – akustisk gitarr (1-6, 8, 9)
- Björn Yttling – piano (1-4, 6-9)

Produktion
- Tommy Andersson – assisterande ljudtekniker
- Hansi Friberg – manager
- Janne Hansson – ljudtekniker
- Henrik Jonsson – mastering
- Lasse Mårtén – ljudtekniker, ljudmix
- Walse Custom Design – formgivning
- Björn Yttling – producent, ljudtekniker, ljudmix
- Stefan Zschernitz – fotografi

Källa

## Listplaceringar
| Lista (2007–08)             | Högsta position |
| --------------------------- | --------------- |
| Sverige (Sverigetopplistan) | 2               |

| Land                                    | Certifikat | Sålda ex. |
| --------------------------------------- | ---------- | --------- |
| Sverige                                 | Platina    | 60 000^   |
| ^enbart baserat på uppnådd certifiering |            |           |